# Comté de Seminole (Géorgie)
Pour les articles homonymes, voir Comté de Seminole.
Le comté de Seminole est un comté situé au sud-ouest de l'État de Géorgie aux États-Unis. Le siège du comté est Donalsonville. Selon le recensement de 2000, sa population est de 9 369 habitants. Le comté a été fondé en 1920 et doit son nom à la tribu amérindienne des Séminoles.

## Démographie
| 1930  | 1940  | 1950  | 1960  | 1970  | 1980  |
| ----- | ----- | ----- | ----- | ----- | ----- |
| 7 389 | 8 492 | 7 904 | 6 802 | 7 059 | 9 057 |

| 1990  | 2000  | 2010  | - | - | - |
| ----- | ----- | ----- | - | - | - |
| 9 010 | 9 369 | 8 729 | - | - | - |

## Comtés adjacents
- Comté de Miller (nord-est)
- Comté de Decatur (est)
- Comté de Jackson, Floride (sud-ouest)
- Comté de Houston, Alabama (sud-ouest)
- Comté d'Early (nord-ouest)

## Principales villes
- Donalsonville
- Iron City